# Lissodendoryx tylota
Lissodendoryx tylota är en svampdjursart som först beskrevs av Boury-Esnault 1973.  Lissodendoryx tylota ingår i släktet Lissodendoryx och familjen Coelosphaeridae. Inga underarter finns listade i Catalogue of Life.